# La petita locomotora
La petita locomotora (títol original: The Little Engine That Could) és una pel·lícula d'animació britànica dirigida per Dave Edwards i estrenada l'any 1991. Ha estat doblada al català.

## Argument
En una estació on nombroses locomotores molt treballadores circulen sense parada, Tillie, una petita remolcadora, somnia de portar un verdader tren des de l'altre costat de la muntanya. Un dia beneït, el petit tren de l'aniversari ple de joguines màgiques s'espatlla. Cap de les locomotores no s'atura per ajudar-la. Tillie decideix llavors d'enganxar-se al tren abandonat i arrenca la seva ascensió cap al costat amenaçant i abrupte de la muntanya. Avançant esbufegant a través de les elevades cimeres, sacsejada per una temible tempesta de neu, Tillie s'encoratja cantussejant.

## Veus originals
- Kath Soucie: Tillie / Missy
- Frank Welker: Perky (/ Eagle / Farnsworth (François) / Jebediah (Jean-Marie) / Rollo
- Betty Jean Ward: Grumpella
- Neil Ross: Doc, / the Tower / Handy Pandy
- Bever-Leigh Banfield: Georgia
- Peter Cullen: Pete (Pierre) / the cave
- Scott Menville: Chip (Tom) / Stretch
- Billy O'Sullivan: Eric
- Dina Sherman: Jill